# Agapito Gómez Álvarez
Agapito Gómez Álvarez (17 de septiembre de 1959 - ) es un boxeador español retirado. 
Representó a su país de origen en las olimpiadas de 1984 en Los Ángeles, siendo vencido en segunda ronda por el medallista de bronce venezolano Marcelino Bolívar.
Como profesional disputó dieciséis combates profesionales con trece victorias y tres derrotas, consiguiendo cinco victorias por KO. Peleó en la categoría de los gallos y de los moscas, siendo su último combate el que disputó contra el británico Duke McKenzie con el título europeo de los moscas en juego y en la que Agapito resultó derrotado por KO en el segundo asalto lo que supuso la retirada del púgil español del boxeo. 